# صمد قادري
صمد قادري (بالإنجليزية: Samad Kadiri)‏ هو لاعب كرة قدم نيجيري، ولد في 8 سبتمبر 1995. لعب مع لوبي ستارز.